# 史彩
史彩（？—？），浙江会稽（浙江绍兴）人，清朝政治人物。
史彩曾于1681年接替谢佚名任上海县知县一职，1684年由李经正接任。